# Уайт Ривър
Уайт Ривър е река, ляв приток на Мисисипи, в САЩ, която тече през щатите Мисури и Арканзас.
Дължината ѝ е 1162 км. Водосборният ѝ басейн е 71 911 кв. км. Извира на 689 м н.в., а надморската височина при устието ѝ е 57 м н.в.